# 1363 Herberta
1363 Herberta је астероид главног астероидног појаса чија средња удаљеност од Сунца износи 2,903 астрономских јединица (АЈ).
Апсолутна магнитуда астероида је 11,6 а геометријски албедо 0,066.